# Suillus
Suillus es un género de hongos basidiomicetos del orden Boletales que forma micorrizas con varias especies de coníferas.

## Descripción
Los basidiocarpos de los hongos del género Suillus son setas medianas, con carne blanda e himenio formado por poros. La piel del sombrero de la mayoría de las especies tiene una textura mucilaginosa, pero también hay especies con piel tomentosa. 
El pie es cilíndrico. 
El himenio suele ser de color amarillo aceitunado o anaranjado, o de tonos grisáceos. El tamaño de los poros es variable.

## Ecología
Las especies del género Suillus forman micorriza con las coníferas, y a menudo están estrechamente ligados a una especie en concreto.

## Especies
El género contiene aproximadamente 100 especies:
- S. abietinus
- S. acerbus
- S. acidus
- S. albidipes
- S. albivelatus
- S. alboflocculosus
- S. alkaliaurantians
- S. amabilis
- S. americanus
- S. anomalus
- S. appendiculatus
- S. bellinii
- S. borealis
- S. boudieri
- S. bovinoides
- S. bovinus
- S. bresadolae
- S. brevipes
- S. brunnescens
- S. caerulescens
- S. californicus
- S. cavipes
- S. cavipoides
- S. cembrae
- S. chiapasensis
- S. collarius
- S. collinitus
- S. cothurnatus
- S. decipiens
- S. flavidus
- S. flavogranulatus
- S. flavoluteus
- S. flavus
- S. furfuraceus
- S. fuscotomentosus
- S. glandulosipes
- S. gloeous
- S. granulatus
- S. grevillei
- S. grisellus
- S. guzmanii
- S. helenae
- S. hirtellus
- S. hololeucus
- Suillus holomaculatus
- S. intermedius
- S. jacuticus
- S. kaibabensis
- S. kunmingensis
- S. lakei
- S. lapponicus
- S. lithocarpi-sequoiae
- S. lutescens
- S. luteus
- S. marginielevatus
- S. mediterraneensis
- S. megaporinus
- S. monticola
- S. neoalbidipes
- S. obscurus
- S. occidentalis
- S. ochraceoroseus
- S. pallidiceps
- S. pinorigidus
- S. placidus
- S. plorans
- S. ponderosus
- S. pseudoalbivelatus
- S. pseudobrevipes
- S. punctipes
- S. pungens
- S. quiescens
- S. reticulatus
- S. riparius
- S. roseoporus
- S. roseovelatus
- S. ruber
- S. rubricontextus
- S. rubropunctatus
- S. salmonicolor
- S. serotinus
- S. sibiricus
- S. spraguei
- S. subacerbus
- S. subalpinus
- S. subaureus
- S. subluteus
- S. subolivaceus
- S. subreticulatus
- S. subvariegatus
- S. tomentosus
- S. triacicularis
- S. tridentinus
- S. umbonatus
- S. variegatus
- S. viscidus
- S. volcanalis
- S. wasatchicus
- S. weaverae

## Comestibilidad
La gran mayoría de las especies del género Suillus son comestibles, aunque debido a su consistencia no son muy apreciados. Además algunas (como Suillus luteus) pueden provocar reacciones alérgicas.